# Nicaragua op de Olympische Zomerspelen 1972
Nicaragua nam deel aan de Olympische Zomerspelen 1972 in München, West-Duitsland. Het was de tweede deelname en ook dit keer werd geen medaille gewonnen.

## Deelnemers en resultaten

### Atletiek
| Olympiër           | Discipline            | Resultaat | Prestatie                                         |
| ------------------ | --------------------- | --------- | ------------------------------------------------- |
| Francisco Menocal  | 400m (m)              | 58e       | serie 2: 8ste in 50,96                            |
| Francisco Menocal  | 800m (m)              | 53e       | serie 2: 7de in 1.58,6                            |
| Rodolfo Gómez      | marathon (m)          | DNF       | niet gefinisht                                    |
| José Esteban Valle | 20km snelwandelen (m) | 21e       | 1:45.09,4                                         |
| Yuri Peñalba       | 50km snelwandelen (m) | DNS       | niet gestart                                      |
| Don Vélez          | speerwerpen (m)       | 21e       | kwalificatie groep B: 11de met 64,74m             |
|                    |                       |           |                                                   |
| Russel Carrero     | 100m (v)              | 45e       | serie 2: 8ste in 13,45                            |
| Russel Carrero     | 200m (v)              | DNF       | serie 5: 5de in 28,02 kwartfinale 3: niet gestart |

### Boksen
| Olympiër         | Discipline | Resultaat | Prestatie                                          |
| ---------------- | ---------- | --------- | -------------------------------------------------- |
| Salvador Miranda | -51kg (m)  | 17e       | 1ste ronde: V van MEX Delgado: knock-out           |
| René Silva       | -54kg (m)  | 17e       | 1ste ronde: vrij 2de ronde: V van INA Moniaga: 0-5 |

### Judo
| Olympiër     | Discipline | Resultaat | Prestatie                       |
| ------------ | ---------- | --------- | ------------------------------- |
| Erwin García | -70kg (m)  | 18e       | 1ste ronde: V van POL Zajkowski |

Afghanistan · Albanië · Algerije · Amerikaanse Maagdeneilanden · Argentinië · Australië · Bahama's · Barbados · België · Bermuda · Birma · Bolivia · Bondsrepubliek Duitsland · Brazilië · Brits-Honduras · Bulgarije · Canada · Ceylon · Chili · Colombia · Congo-Brazzaville · Costa Rica · Cuba · Dahomey · Denemarken · Dominicaanse Republiek · Duitse Democratische Republiek · Ecuador · Egypte · El Salvador · Ethiopië · Fiji · Filipijnen · Finland · Frankrijk · Gabon · Ghana · Griekenland · Groot-Brittannië · Guatemala · Guyana · Haïti · Hongarije · Hongkong · Ierland · IJsland · India · Indonesië · Iran · Israël · Italië · Ivoorkust · Jamaica · Japan · Joegoslavië · Kameroen · Kenia · Khmerrepubliek · Koeweit · Lesotho · Libanon · Liberia · Liechtenstein · Luxemburg · Madagaskar · Malawi · Maleisië · Mali · Malta · Marokko · Mexico · Monaco · Mongolië · Nederland · Nederlandse Antillen · Nepal · Nicaragua · Nieuw-Zeeland · Niger · Nigeria · Noord-Korea · Noorwegen · Oeganda · Oostenrijk · Opper-Volta · Pakistan · Panama · Paraguay · Peru · Polen · Portugal · Puerto Rico · Roemenië · San Marino · Saoedi-Arabië · Senegal · Singapore · Soedan · Somalië · Sovjet-Unie · Spanje · Suriname · Swaziland · Syrië · Taiwan · Tanzania · Thailand · Togo · Trinidad en Tobago · Tsjaad · Tsjecho-Slowakije · Tunesië · Turkije · Uruguay · Venezuela · Verenigde Staten · Vietnam · Zambia · Zuid-Korea · Zweden · Zwitserland